# Gakushūin Joshi Daigaku

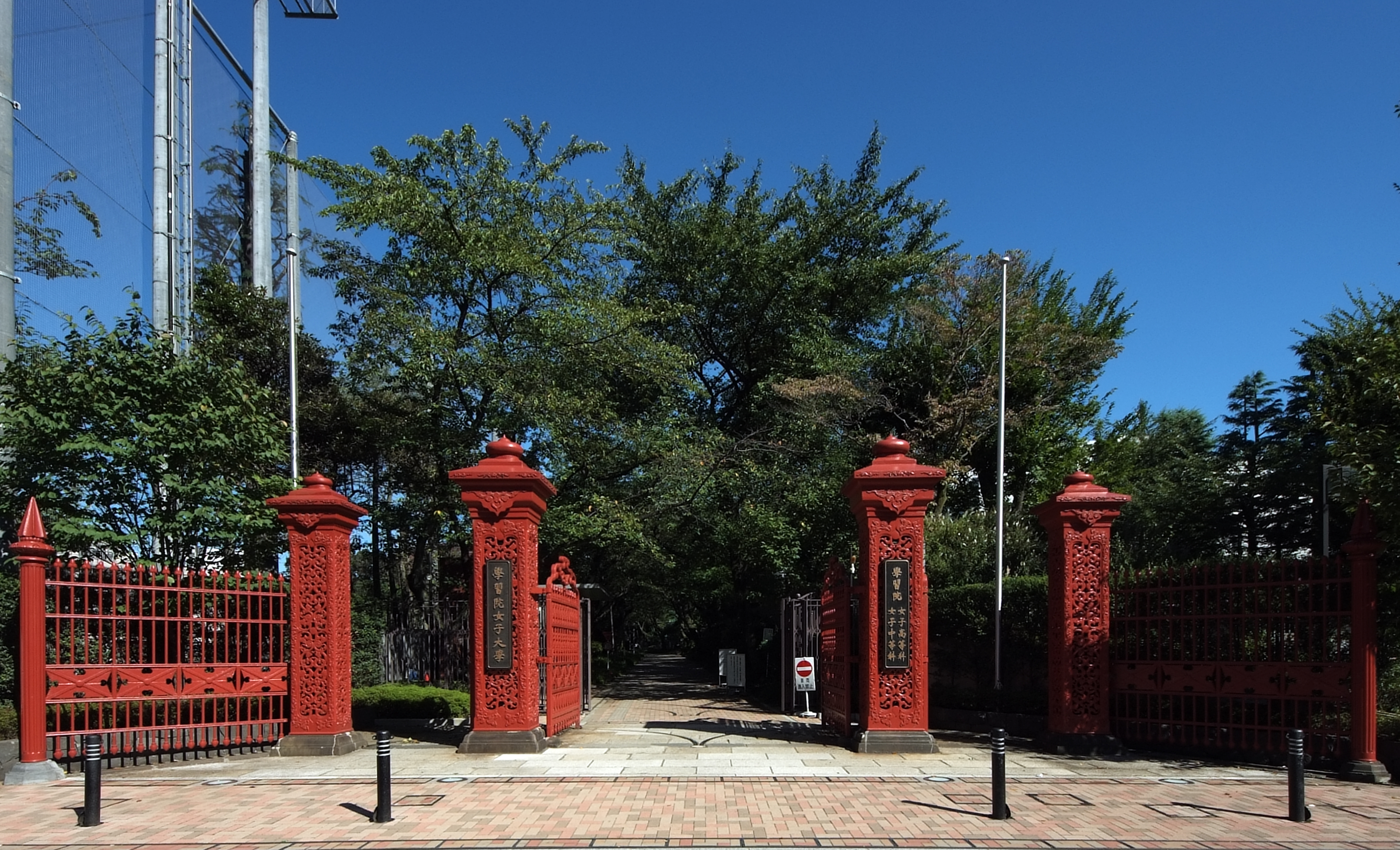
Former Main Gate of Gakushuin

Die Gakushūin Joshi Daigaku (jap. 学習院女子大学, dt. „Gakushūin-Frauenuniversität“, engl. Gakushūin Women’s College) ist eine private Universität in Shinjuku, Tokio.

## Geschichte
1950 wurde an der Gakushūin-Universität eine Abteilung für Frauen gegründet. Diese wurde 1953 als Gakushūin Joshi Daigaku als eigenständige Universität ausgegliedert. Anfangs gab es nur zweijährige Studiengänge, aber seit 1998 sind vierjährige Studiengänge belegbar.

## Fakultäten
- Japanische Kultur
- Internationale Kommunikation
- Englische Kommunikation

## Partneruniversitäten
- Universität Bukarest
- Scripps College
- Palacký-Universität Olomouc
- Universität Melbourne
- Universität Leeds
- Universität Tallinn
- Universität Warschau
- Missouri Southern State Universität
- Queen Margaret University
- Ludwig-Maximilians-Universität München
- Universität Hamburg
- Sungshin Frauenuniversität